# Ouro Branco (Río Grande del Norte)
Ouro Branco es un municipio en el estado del Rio Grande do Norte (Brasil), localizado en la región del Seridó. De acuerdo con el censo realizado por el IBGE (Instituto Brasileño de Geografía y Estadística) en el año 2000, su población es de 5.867 habitantes. Área territorial de 253 km².